# 171458 Pepaprats
171458 Pepaprats é um asteroide do cinturão principal que orbitam entre Marte e Júpiter. Ele possui uma magnitude absoluta de 16,9.

## Descoberta
171458 Pepaprats foi descoberto no dia 7 de outubro de 2007 através do Observatório Astronômico de Maiorca.

## Características orbitais
A órbita de 171458 Pepaprats tem uma excentricidade de 0,2164051 e possui um semieixo maior de 2,3340466 UA. O seu periélio leva o mesmo a uma distância de 1,828947 UA em relação ao Sol e seu afélio a 1,828947 UA.